# 右昌三山國王府
右昌三山國王府，舊名右昌三山國王廟，位於高雄市楠梓區右昌，創建於明鄭時期，相傳由劉國軒卜地建造，有三百餘年歷史。曾在清同治年間重建和日昭和年間重修，戰後後又經過多次重修。該廟是右昌四大古廟之一，右昌在地居民慣稱「王爺廟」。

## 祀神
三山國王、中壇元帥、福德正神

## 外部連結
- 右昌三山國王府的Facebook專頁